# Bezzia micronyx
Bezzia micronyx är en tvåvingeart som beskrevs av Jean-Jacques Kieffer 1921. Bezzia micronyx ingår i släktet Bezzia och familjen svidknott. Inga underarter finns listade i Catalogue of Life.